# Telesphorus Vernieuwe
Telesphorus Vernieuwe (Blankenberge, 25 februari 1857 - Antwerpen, 1 april 1933) was een Vlaams activist en lid van de Raad van Vlaanderen.

## Levensloop
Na de humaniora aan het koninklijk atheneum in Brugge, promoveerde Vernieuwe tot doctor in de rechten aan de Rijksuniversiteit Gent. Hij werd ambtenaar op het Ministerie van Landbouw en klom er nog voor 1914 op tot de graad van directeur-generaal. In 1917 werd hij, na de bestuurlijke scheiding, secretaris-generaal van het Vlaams ministerie van Landbouw.
In 1916 werd hij door de vernederlandste Gentse universiteit benoemd tot erehoogleraar. Hij zette zich in voor de vernederlandsing van de land- en tuinbouwscholen. Hij werd lid van de Raad van Vlaanderen en in 1918 van de Commissie van gevolmachtigden (de uitvoerende kern van de Raad).
In november 1918 vluchtte hij naar Nederland en vond werk bij de gemeentelijke bibliotheek in Rotterdam. 
Hij onderhield verder contacten met andere ex-activisten, onder meer met August Borms. Na 1929 kwam hij naar Antwerpen terug, waar hij overleed.